# Thyridanthrax indigenus
Thyridanthrax indigenus är en tvåvingeart som först beskrevs av Becker 1908.  Thyridanthrax indigenus ingår i släktet Thyridanthrax och familjen svävflugor. Inga underarter finns listade i Catalogue of Life.